# Ewing (Wirginia)
Ewing – jednostka osadnicza w Stanach Zjednoczonych, w stanie Wirginia, w hrabstwie Lee.